# (16060) Dahliadry
(16060) Dahliadry est un astéroïde de la ceinture principale de 6,042 km de diamètre découvert en 1999.

## Description
(16060) Dahliadry a été découvert le 12 mai 1999 à l'observatoire Magdalena Ridge, situé dans le comté de Socorro, au Nouveau-Mexique (États-Unis), par le projet Lincoln Near-Earth Asteroid Research (LINEAR).

### Caractéristiques orbitales
L'orbite de cet astéroïde est caractérisée par un demi-grand axe de 2,97 UA, un périhélie de 2,75 UA, une excentricité de 0,07 et une inclinaison de 11,58° par rapport à l'écliptique. Du fait de ces caractéristiques, à savoir un demi-grand axe compris entre 2 et 3,2 UA et un périhélie supérieur à 1,666 UA, il est classé, selon la JPL Small-Body Database, comme objet de la ceinture principale.

### Caractéristiques physiques
(16060) Dahliadry a une magnitude absolue (H) de 13,7 et un albédo estimé à 0,305, ce qui permet de calculer un diamètre de 6,042 km. L'observation du Wide-field Infrared Survey Explorer (WISE), un télescope spatial américain mis en orbite en 2009 et observant l'ensemble du ciel dans l'infrarouge, a été publiée en 2011 dans un article présentant les premiers résultats concernant les astéroïdes de la ceinture principale.